# Mazzarrà Sant’Andrea
Mazzarrà Sant’Andrea település Olaszországban, Szicília régióban, Messina megyében. Lakosainak száma 1388 fő (2023. január 1.). Mazzarrà Sant’Andrea Furnari, Rodì Milici, Terme Vigliatore, Tripi és Novara di Sicilia községekkel határos.

## Népesség
A település lakossága az elmúlt években az alábbi módon változott:
| Lakosok száma | 1507 | 1499 | 1388 |
|               | 2017 | 2018 | 2023 |